# ماکینو ماساهیرو
ماکینو ماساهیرو (انگلیسی: Masahiro Makino؛ ۲۹ فوریهٔ ۱۹۰۸ – ۲۹ اکتبر ۱۹۹۳) یک کارگردان فیلم، هنرپیشه، فیلم‌نامه‌نویس، تهیه‌کننده، و بازیگر خردسال اهل ژاپن بود.